# 万巒郷

萬巒豬腳街

萬巒郷（ワンルアン/ばんらん-きょう）は台湾屏東県の郷。

## 地理
萬巒郷は屏東県中部に位置し、亜熱帯モンスーン気候に属している。

### 行政区
| 地区 | 村                                                                     |
| ---- | ---------------------------------------------------------------------- |
| 西部 | 万巒村、万和村、万全村、鹿寮村、泗溝村、五溝村、硫黄村、成徳村、万金村 |
| 東南 | 佳和村、佳佐村、赤山村、新厝村、新置村                                 |

## 政治

### 行政

#### 郷長
- 林國順

歴代郷長
| 代 | 氏名 | 着任日 | 退任日 |
| -- | ---- | ------ | ------ |

## 対外関係

### 姉妹都市･提携都市
姉妹都市
- 上小阿仁村（日本国 東北地方 秋田県 北秋田郡）

## 教育

### 国民中学
県立
- 屏東県立万巒国民中学

### 国民小学
県立
- 屏東県立万巒郷万巒国民小学
- 屏東県立万巒郷五溝国民小学
- 屏東県立万巒郷佳佐国民小学
- 屏東県立万巒郷赤山国民小学

## 交通
| 種別 | 路線名称 | その他 |
| 省道 | 台1線    |        |

## 観光

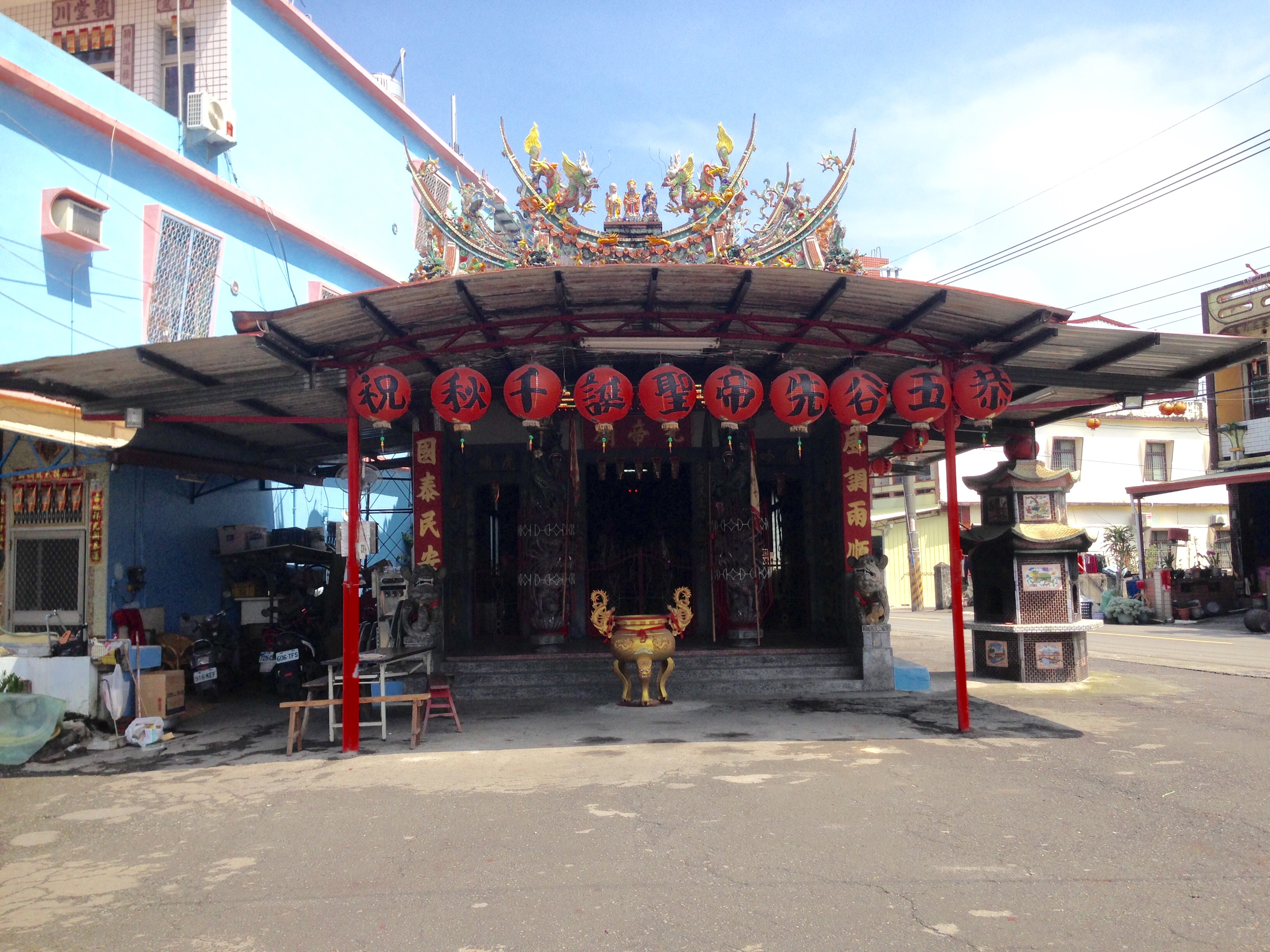
加匏朗先帝廟

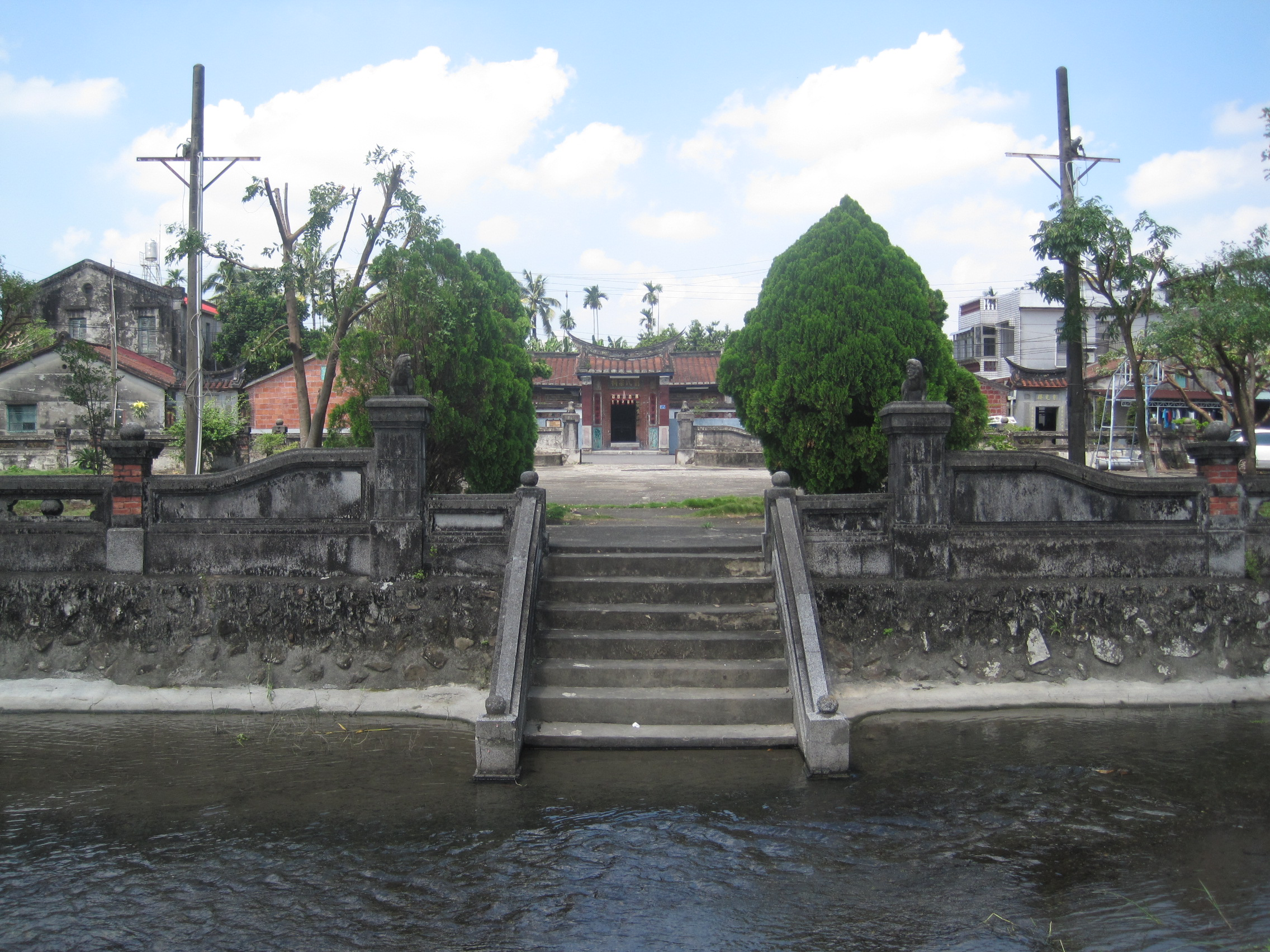
五溝水劉氏宗祠

### 名所･旧跡
- 五溝水劉氏宗祠
- 加匏朗先帝廟

### 観光スポット
- 万金聖母聖殿 - 台湾に現存最古のカトリック教会で、2つあるバシリカうちの1つ。

## 文化･名物

### 名産
- 万巒猪脚 - 名物豚足料理